# Ушко Артур Анатолійович
Артур Анатолійович Ушко — солдат 72 ОМБр Збройних сил України, учасник російсько-української війни, що трагічно загинув під час російського вторгнення в Україну.

## Життєпис
Народився в с. Студеники (Бориспільський район, Київська область). Закінчив загальноосвітню школу в с. Студеники, працював будівельником у м. Києві.
Під час російського вторгнення в Україну в 2022 році — солдат Збройних сил України. Загинув у віці 23 років 12 березня 2022 року в боях поблизу Гостомеля (Київська область). Похований у с. Студеники. Залишилися дружина та донька.

## Нагороди
- орден «За мужність» III ступеня (2022, посмертно) — за особисту мужність і самовіддані дії, виявлені у захисті державного суверенітету та територіальної цілісності України, вірність військовій присязі.[2]